# 大倉嶼
大倉嶼，位於澎湖本島、西嶼和白沙島所環抱的澎湖內海，人們由此稱之為「內海之珠」，也是內海中唯一有居民居住的島嶼，大倉嶼的南邊即是島民居住的所在地，幾乎仰賴著捕魚維生。大倉嶼的面積十分迷你，約有0.1656平方（16.56公頃），屬於白沙鄉的一部份。

## 景點
位於大倉漁港的西邊有著澎湖群島特有的米白色貝殼沙灘，是戲水撿貝的最佳景點。

走向大倉嶼的最西邊，可以遠眺連接西嶼與白沙嶼的跨海大橋。

大倉嶼最特別的地方在於退潮之後，大倉嶼和白沙鄉城前社區的淺平珊瑚礁會顯露出來，形成踏浪步道，但是為了維護生態環境，近年來已經被禁止走在這個特別的踏浪步道。
- 大倉嶼貝殼沙灘
- 從島上眺望跨海大橋

## 名稱由來
大倉嶼的舊名有兩個，其一為「大倉仔嶼」，另一為「大礵」，至於古人為何稱呼其大倉嶼的舊名由來已經不可考證。

## 地形
大倉嶼整體的地形北高南低，呈現出一種三角形的地勢，東北方兩側有著陡峭的海崖，有著明顯的玄武岩柱，並沒有經過人為開發，因此也沒有居民居住；西南方則是形成了平緩的坡度入海，整座島嶼被潮間帶和海蝕平台所環抱著，退潮時周圍也有眾多的石滬，因此擁有豐富的生態資源。

## 人口
大倉嶼的生活簡單，只有一家雜貨店，所有島民需要的民生用品都得從馬公本島帶過去，此外，由於人口外移，已於2005年將大倉國小廢校，目前孩童必須搭船前往馬公本島就讀，幾乎只剩下老年人在大倉嶼生活。人口數根據澎湖縣政府民政處戶政科統計，2017年3月有298人。

## 交通

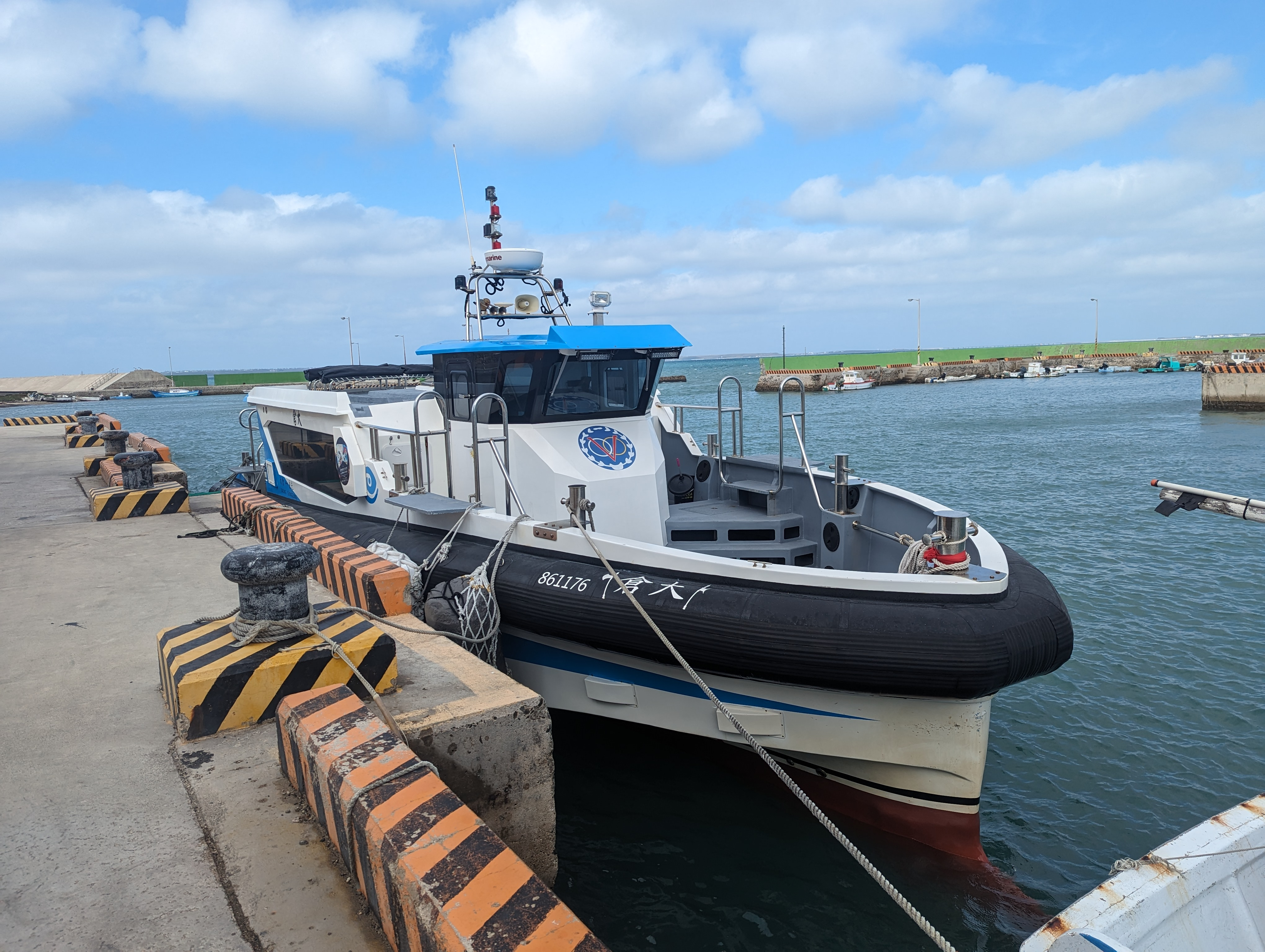
開往大倉嶼的交通船

前往大倉嶼，必須搭船，可以搭乘由大倉村長所開的大倉號前往大倉嶼。
- 上午11：00於馬公市重光里重光漁港搭船。
- 下午3：00於大倉漁港搭船回馬公市重光漁港。